# لاري هيرنانديز
لاري هيرنانديز (بالإنجليزية: Larry Hernandez)‏ هو مغن مؤلف أمريكي، ولد في 10 مارس 1977 في لوس أنجلوس في الولايات المتحدة.

## وصلات خارجية
- لاري هيرنانديز على موقع ميوزك برينز (الإنجليزية)
- لاري هيرنانديز على موقع أول ميوزيك (الإنجليزية)